# Široké blato
Široké blato je přírodní rezervace a evropsky významná lokalita poblíž obce Rapšach v okrese Jindřichův Hradec. Oblast spravuje AOPK ČR Správa CHKO Třeboňsko. Důvodem ochrany je rašeliniště s porostem blatky a rojovníku bahenního.